# サンボマスターとキミ
『サンボマスターとキミ』は、2015年5月13日にサンボマスターがリリースしたメジャー8枚目のアルバム。

## 解説
DVD付初回特典盤と通常盤の2形態で発売。初回限定盤は『【特別寄稿】山口隆の手書き原稿3篇』、DVD『サンボマスターとキミの2011年～2015年』、インディーズ活動時代に限定生産された『キックの鬼』リマスターCDを同梱。

## 収録曲
全曲作詞・作曲：山口隆

### CD
1. 時間をとめるラブソング (3:58)
2. 可能性 (5:10)
3. 愛してる愛して欲しい (3:44)
19枚目のシングル。
4. キミの手に未来の花 (4:07)
5. 生きたがり (4:27)
6. 自由なステップ (3:39)
7. ケイサツ来るまで踊りまくれ (3:04)
8. 透明な旅 (4:55)
9. 生きて生きて (3:14)
10. 悲しみぶち壊せ (3:37)
11. これっきり (4:49)
12. 私をライブに連れてって (3:07)

### 初回特典DVD
ライブ・クロニクル篇は副音声特典「三人の楽屋話」収録。
<ライブ・クロニクル篇>
- 2011年「SPACE SHOWER SWEET LOVE SHOWER 2011」より

1. I love you & I need you ふくしま
（2011年8月28日　山梨県 山中湖交流プラザ きららにて）

- 2012年「ROCK IN JAPAN FESTIVAL 2012」より

1. ロックンロール イズ ノットデッド
（2012年8月5日　国営ひたち海浜公園にて）

- 2013年「京都大作戦2013」より

1. 世界はそれを愛と呼ぶんだぜ
（2013年7月7日　京都府立山城総合運動公園にて）

- 2013年「終わらないミラクルの予感ツアー」ファイナルより

1. ドブ野郎にはご用心
2. むき出しの命めざめろ
3. I'm in love 光る海
4. スローモーションラブ
（2013年12月22日/ZEPP TOKYOにて）

- 2014年「ビクターロック祭り2014」より

1. 世界をかえさせておくれよ
2. ミラクルをキミとおこしたいんです
3. 未練は残さず踊るつもりだ
4. できっこないを やらなくちゃ
（2014年2月22日　幕張メッセ国際展示場にて）

- 2014年「男どアホウ サンボマスター」より

1. そのぬくもりに用がある（feat. NARGO/北原雅彦/GAMO/谷中敦/加藤隆志 from 東京スカパラダイスオーケストラ）
（2014年9月14日　STUDIO COASTにて）

- 2015年「COUNTDOWN JAPAN 14/15」より

1. 愛してる愛して欲しい
（2014年12月31日　幕張メッセ国際展示場にて　出番は2015年1月1日午前1時）

<ミュージック・ビデオ篇>
1. 可能性
2. 愛してる愛して欲しい
3. 生きて生きて
4. ミラクルをキミとおこしたいんです
5. 孤独とランデブー
6. スローモーションラブ
7. ロックンロール イズ ノットデッド
8. あなたのことしか考えられない
9. 希望の道

### 初回特典CD『キックの鬼』
1. introduction (0:46)
2. カンフーロック (2:36)
3. ゴールデンサークルのオーネットコールマン (4:19)
4. キックの魂 (2:51)
5. 最強サイクロン (3:04)
6. つながり (5:50)
7. サンボマスターの休日 (4:35)